# Grand Prix automobile d'Italie 1989
GP précédent GP suivant
Le Grand Prix automobile d'Italie 1989 (Coca-Cola 60° Gran Premio d'Italia) disputé sur le circuit de Monza, en Italie, le 10 septembre 1989, est la trente-neuvième édition du Grand Prix, la 480e épreuve de l'histoire du championnat du monde de Formule 1 courue depuis 1950 et la douzième manche du championnat 1989.

## Course

### Classement de la course
| Pos. | No | Pilote                | Écurie                | Tours | Temps/Abandon                      | Grille | Points |
| ---- | -- | --------------------- | --------------------- | ----- | ---------------------------------- | ------ | ------ |
| 1    | 2  | Alain Prost           | McLaren-Honda         | 53    | 1 h 19 min 27 s 550 (232,119 km/h) | 4      | 9      |
| 2    | 28 | Gerhard Berger        | Ferrari               | 53    | + 7 s 326                          | 2      | 6      |
| 3    | 5  | Thierry Boutsen       | Williams-Renault      | 53    | + 14 s 975                         | 6      | 4      |
| 4    | 6  | Riccardo Patrese      | Williams-Renault      | 53    | + 38 s 722                         | 5      | 3      |
| 5    | 4  | Jean Alesi            | Tyrrell-Ford          | 52    | + 1 tour                           | 10     | 2      |
| 6    | 7  | Martin Brundle        | Brabham-Judd          | 52    | + 1 tour                           | 12     | 1      |
| 7    | 23 | Pierluigi Martini     | Minardi-Ford          | 52    | + 1 tour                           | 15     |        |
| 8    | 24 | Luis Pérez-Sala       | Minardi-Ford          | 51    | + 2 tours                          | 26     |        |
| 9    | 25 | René Arnoux           | Ligier-Ford           | 51    | + 2 tours                          | 23     |        |
| 10   | 12 | Satoru Nakajima       | Lotus-Judd            | 51    | + 2 tours                          | 19     |        |
| 11   | 21 | Alex Caffi            | BMS Dallara-Ford      | 47    | Moteur                             | 20     |        |
| Abd. | 22 | Andrea De Cesaris     | BMS Dallara-Ford      | 45    | Moteur                             | 17     |        |
| Abd. | 1  | Ayrton Senna          | McLaren-Honda         | 44    | Moteur                             | 1      |        |
| Abd. | 27 | Nigel Mansell         | Ferrari               | 41    | Boîte de vitesses                  | 3      |        |
| Abd. | 37 | Bertrand Gachot       | Onyx-Ford             | 38    | Radiateur                          | 22     |        |
| Abd. | 19 | Alessandro Nannini    | Benetton-Ford         | 33    | Freins                             | 8      |        |
| Abd. | 16 | Ivan Capelli          | March-Judd            | 30    | Moteur                             | 18     |        |
| Abd. | 26 | Olivier Grouillard    | Ligier-Ford           | 30    | Échappement                        | 21     |        |
| Abd. | 11 | Nelson Piquet         | Lotus-Judd            | 23    | Sortie de piste                    | 11     |        |
| Abd. | 3  | Jonathan Palmer       | Tyrrell-Ford          | 18    | Moteur                             | 14     |        |
| Abd. | 9  | Derek Warwick         | Arrows-Ford           | 18    | Alimentation                       | 16     |        |
| Abd. | 17 | Nicola Larini         | Osella-Ford           | 16    | Boîte de vitesses                  | 24     |        |
| Abd. | 29 | Michele Alboreto      | Larrousse-Lamborghini | 14    | Allumage                           | 13     |        |
| Abd. | 15 | Mauricio Gugelmin     | March-Judd            | 14    | Accélérateur                       | 25     |        |
| Abd. | 30 | Philippe Alliot       | Larrousse-Lamborghini | 1     | Sortie de piste                    | 7      |        |
| Abd. | 20 | Emanuele Pirro        | Benetton-Ford         | 0     | Transmission                       | 9      |        |
| Nq.  | 10 | Eddie Cheever         | Arrows-Ford           |       | Non qualifié                       |        |        |
| Nq.  | 38 | Christian Danner      | Rial-Ford             |       | Non qualifié                       |        |        |
| Nq.  | 39 | Pierre-Henri Raphanel | Rial-Ford             |       | Non qualifié                       |        |        |
| Ex.  | 8  | Stefano Modena        | Brabham-Judd          |       | Exclu                              |        |        |
| Npq. | 36 | Stefan Johansson      | Onyx-Ford             |       | Non préqualifié                    |        |        |
| Npq. | 40 | Gabriele Tarquini     | AGS-Ford              |       | Non préqualifié                    |        |        |
| Npq. | 31 | Roberto Moreno        | Coloni-Ford           |       | Non préqualifié                    |        |        |
| Npq. | 18 | Piercarlo Ghinzani    | Osella-Ford           |       | Non préqualifié                    |        |        |
| Npq. | 34 | Bernd Schneider       | Zakspeed-Yamaha       |       | Non préqualifié                    |        |        |
| Npq. | 35 | Aguri Suzuki          | Zakspeed-Yamaha       |       | Non préqualifié                    |        |        |
| Npq. | 33 | Oscar Larrauri        | Eurobrun-Judd         |       | Non préqualifié                    |        |        |
| Npq. | 41 | Yannick Dalmas        | AGS-Ford              |       | Non préqualifié                    |        |        |
| Npq. | 32 | Enrico Bertaggia      | Coloni-Ford           |       | Non préqualifié                    |        |        |

### Pole position et record du tour
- Pole position :  Ayrton Senna (McLaren-Honda) en 1 min 23 s 720 (vitesse moyenne : 249,403 km/h)[2].
- Meilleur tour en course :  Alain Prost  (McLaren-Honda) en 1 min 28 s 107 au 43e tour (vitesse moyenne : 236,985 km/h)[3].

### Tours en tête
- Ayrton Senna (McLaren-Honda) : 44 tours (1-44) ;
- Alain Prost (McLaren-Honda) : 9 tours (45-53)[4].

## Statistiques
- 39e victoire pour Alain Prost.
- 79e victoire pour McLaren en tant que constructeur.
- 51e victoire pour Honda en tant que motoriste.
- Stefano Modena a été exclu de la compétition pour non-respect d'un contrôle.
- À l'issue de cette course, McLaren est champion du monde des constructeurs.